# Cornelia Brediceanu
Cornelia Brediceanu (n. 2 septembrie 1897, Lugoj - d. martie 1983) a fost cea mai mică dintre cei patru copii ai lui Coriolan Brediceanu.
După ce a urmat doi ani de școală comercială, frații ei au considerat că, pe lângă limbile germană și maghiară pe care le stăpânea perfect, este cazul să se perfecționeze și în limba franceză, drept care au înscris-o la Ecole Vinet, o școală cu internat din Lausanne, Elveția, unde erau pregătite fete din toată lumea în limba franceză. Spre sfârșitul anului 1915, s-a întors în Banat, pentru a se înscrie, „particular“, la Liceul „Andrei Șaguna“ din Brașov, în vederea bacalaureatului. Aici l-a cunoscut pe Lucian Blaga, cu care avea să se căsătorească la Cluj la 16 decembrie 1920.
În toamna anului 1916, Cornelia Brediceanu s-a înscris în anul întâi la medicină, la Universitatea din Viena. În primăvara anului 1919, Cornelia Brediceanu a încheiat anul trei la medicină și și-a continuat apoi studiile, la Universitatea „Regele Ferdinand I“ din Cluj.
Cornelia l-a sprijinit pe Lucian Blaga să-și facă o carieră diplomatică și tot ea i-a trimis primele poezii lui Sextil Pușcariu la Cernăuți spre publicare. După ce s-au căsătorit în 1920, au locuit la Cluj până în 1926, când Cornelia l-a luat pentru un an la Lugoj, într-o etapă de refacere psihologică și de pregătire pentru străinătate. L-a urmat apoi în peregrinările sale diplomatice, ajutându-l în munca de întocmire a rapoartelor, spre a-i lăsa cât mai mult timp creației filosofice și literare.
A avut o fiică, Ana Dorica Dorli Blaga, care s-a născut la 2 mai 1930, la Berna, Elveția, unde Lucian Blaga lucra în calitate de atașat de presă la Legația Română. 
Cornelia Brediceanu-Blaga a fost înmormântată la 21 martie 1983 în cimitirul din Lancrăm.